# Zoltán Schenker
Zoltán Schenker (13 de octubre de 1880-25 de agosto de 1966) fue un deportista húngaro que compitió en esgrima, especialista en las modalidades de florete y sable. Participó en tres Juegos Olímpicos de Verano, obteniendo en total tres medallas, oro en Estocolmo 1912 y plata y bronce en París 1924.

## Palmarés internacional
| Juegos Olímpicos | Juegos Olímpicos   | Juegos Olímpicos  | Juegos Olímpicos    |
| Año              | Lugar              | Medalla           | Prueba              |
| ---------------- | ------------------ | ----------------- | ------------------- |
| 1912             | Estocolmo (Suecia) | Medalla de oro    | Sable por equipos   |
| 1924             | París (Francia)    | Medalla de plata  | Sable por equipos   |
| 1924             | París (Francia)    | Medalla de bronce | Florete por equipos |